# Annette Sekrève
 (mars 2020).
Si vous disposez d'ouvrages ou d'articles de référence ou si vous connaissez des sites web de qualité traitant du thème abordé ici, merci de compléter l'article en donnant les références utiles à sa vérifiabilité et en les liant à la section « Notes et références ».
La princesse Annette d'Orange-Nassau, van Vollenhoven-Sekrève (Annette van Vollenhoven-Sekrève) née le 18 avril 1972 à La Haye, est l'épouse du prince Bernhard d'Orange-Nassau, van Vollenhoven, le deuxième fils de la princesse Margriet des Pays-Bas et Pieter van Vollenhoven. 

## Biographie
Annette Sekrève est la fille d'Ulrich Sekrève et de son épouse Jolanda de Haan (les De Haan appartiennent au patriciat néerlandais). Après avoir obtenu son diplôme d'études secondaires, elle suit des cours de 1991 à 1996 à l'université de Groningue où elle a obtenu un MSc en psychologie. 
Depuis 2002, la princesse Annette travaille comme conseillère à la fondation AGO à Amsterdam.

## Mariage et descendance
Elle rencontre son futur mari, le prince Bernhard à l'université. Le couple annonce ses fiançailles le 11 mars 2000. La cérémonie civile du mariage est célébrée le 6 juillet 2000 par la maire d'Utrecht, Mme AH Brouwer-Korft. Le mariage est béni deux jours plus tard par la Dre Anne van der Meiden à la cathédrale Saint-Martin d'Utrecht. Annette porte le titre de courtoisie de « Son Altesse, princesse d'Orange-Nassau, van Vollenhoven » en raison de son statut d'épouse d'un prince d'Orange-Nassau. 
La princesse Annette et le prince Bernhard ont trois enfants : 
- Isabella Lily Juliana van Vollenhoven, née le 14 mai 2002 à Amsterdam ;
- Samuel Bernhard Louis van Vollenhoven, né le 25 mai 2004 à Amsterdam ;
- Benjamin Pieter Floris van Vollenhoven, né le 12 mars 2008 à Amsterdam.

La famille réside à Amsterdam et mène une vie discrète, avec une participation uniquement aux grands événements de la famille royale, notamment le jour du roi.